# Garcinia busuangaensis
Garcinia busuangaensis là một loài thực vật có hoa trong họ Bứa. Loài này được Merr. mô tả khoa học đầu tiên năm 1925.